# Lebnița
Lebnița (în bulgară Лебница) este un sat în Obștina Sandanski, Regiunea Blagoevgrad, Bulgaria.

## Demografie
Componența etnică a satului Lebnița
     Bulgari (87,52%)
     Nicio identificare (12,47%)
     Altele (0%)
La recensământul din 2011, populația satului Lebnița era de 433 locuitori. Din punct de vedere etnic, majoritatea locuitorilor (87,52%) erau bulgari. Pentru 12,47% din locuitori nu este cunoscută apartenența etnică.